# Kerstin Draeger
Kerstin Draeger (* 1. März 1966 in West-Berlin) ist eine deutsche Schauspielerin, Hörspielsprecherin, Synchronsprecherin, Dialogbuchautorin und Synchronregisseurin. Draeger wurde durch ihre Rolle der Susanne „Susi“ Clement in der Kinderserie Die Kinder vom Alstertal (1998–2004) bekannt.

## Leben
Draeger blickt auf eine langjährige Erfahrung als Sprecherin zurück. Ihre bekanntesten Rollen sind Nina Locke Rehm in Tom und Locke (an der Seite ihres jüngeren Bruders Sascha, der in der Hörspielreihe die Hauptrolle des Tom Conradi sprach), Fizz in Hanni und Nanni und Nina Nachtigall in Regina Regenbogen. Außerdem sprach sie Lys de Kerk, die Freundin von Justus Jonas (gesprochen von Oliver Rohrbeck), in der Hörspielserie Die drei Fragezeichen und viele verschiedene Rollen in TKKG. Als Sprecherin in Fernsehserien und Filmen sprach sie unter anderem Pamela Anderson (Der Dünnbrettbohrer), Michelle Langstone (McLeods Töchter) und Kathy Wenschlag (Der kleine Vampir). Als Schauspielerin in Film und Fernsehen hatte sie ihren ersten Auftritt in dem Fernsehfilm Ab in den Süden. Neben anderen Filmen absolvierte sie mehrfach Auftritte in Fernsehserien wie Der Landarzt, Tatort oder Rosamunde Pilcher. 1991 war sie in der Serie Frikadelle – Tagliatelle zu sehen, wo sie in allen 14 Folgen die Rolle der Edith darstellte. Bei späteren Hörspielproduktionen der Reihe Der kleine Vampir (Anton und der kleine Vampir) sprach sie die Rolle der Olga von Seifenschwein. In der sechsten Staffel der Serie Desperate Housewives sprach sie die Hauptrolle der Angie Bolen, gespielt von Drea de Matteo, der sie auch schon in den Serien Die Sopranos und Sons of Anarchy ihre Stimme lieh.
Draeger ist die Schwester von Sascha Draeger und die Tochter von Wolfgang Draeger, die beide ebenfalls als Synchron- und Hörspielsprecher tätig sind bzw. waren. Sie ist Mutter von fünf Kindern und lebt mit ihrer Familie in Hamburg. Einige ihrer Kinder sind ebenfalls als Synchronsprecher tätig.

## Filmografie (Auswahl)
- 1987: Sturmflut
- 1987: Tatort: Tod im Elefantenhaus
- 1988: Feuerbohne e. V. (Fernsehserie)
- 1991: Frikadelle – Tagliatelle (Fernsehserie)
- 1992: Großstadtrevier – Auf Gift gebaut (Fernsehserie)
- 1993: Freunde fürs Leben – Millionending
- 1995: Rosamunde Pilcher – Sommer am Meer
- 1996: Die Traumnummer – Die Hotline zum Glück
- 1998: Paar des Jahres
- 1998–2004: Die Kinder vom Alstertal (Fernsehserie)
- 2001: Die Rettungsflieger (Fernsehserie, 1 Folge)

## Hörspiele (Auswahl)
- Tom und Locke als Locke
- Reiterhof Dreililien als Carmen
- Regina Regenbogen als Nina Nachtigall
- Die Clique vom Reitstall als Anna-Maria
- Die drei Fragezeichen als Lys de Kerk
- TKKG in verschiedenen Rollen, Folgen 5, 34, 69, 72, 89, 95, 108, 112, 117, 127, 153, 182, 232
- Barbie in verschiedenen Rollen
- Anton und der kleine Vampir als Olga Fräulein von Seifenschwein
- LEGO Piraten (2004 unter dem Namen Piraten der Meere nochmals veröffentlicht) als Camilla
- Wallander – Tod im Paradies als Louise Selander
- 2002–2025: Folgen 16–80 Hanni und Nanni (als Fizz)
- Lady Bedfort als Mary-Ann Crow (Die Leiche aus dem Mittelalter)

## Videospiele (Auswahl)
- 2009: Ceville – Heldenbotschafterin
- 2011: Dragon Age 2 – Cassandra Pentaghast
- 2012: Guild Wars 2 – Stimme der Weiblichen Norn
- 2014: Dragon Age: Inquisition – Cassandra Pentaghast
- 2014: Evolve – Val
- 2015: Fallout 4 – Mama Murphy
- 2016: League of Legends – Katarina
- 2020: Valorant – Reyna
- 2021: Resident Evil Village – Mutter Miranda
- 2023: Avatar: Frontiers of Pandora – Dr Alma Cortez

## Synchronrollen (Auswahl)
| Schauspielerin     | Film / Serie                                                 | Rolle                                  |
| ------------------ | ------------------------------------------------------------ | -------------------------------------- |
| Amanda Abbington   | Dinotaps                                                     | Gwen                                   |
| Amira Casar        | Vater töten                                                  | Myriem                                 |
| Binnie Barnes      | Wenn Engel reisen (Synchronisation 1995)                     | Marvel Ann                             |
| Charlize Theron    | 2 Tage L.A.                                                  | Helga Svelgen                          |
| Drea de Matteo     | Desperate Housewives (Fernsehserie)                          | Angie Bolen                            |
| Drea de Matteo     | Shades of Blue (Fernsehserie)                                | Tess Nazario                           |
| Gail Thomas        | Angelo! (Fernsehserie)                                       | Angelos Mutter                         |
| Janet Leigh        | Im Zeichen des Bösen (Director’s Cut – Synchronisation 1998) | Suzie                                  |
| Michelle Pfeiffer  | Der Junge Adoptiv-Vater                                      | Jennifer Williams                      |
| Rachael Leigh Cook | 29 Palms                                                     | Die Kellnerin                          |
| Sofia Ledarp       | Vergebung                                                    | Malin Eriksson                         |
| Trini Alvarado     | Nicht von schlechten Eltern                                  | Franny Philips                         |
| Rumi Ochiai        | Naruto                                                       | Kurenai Yuuhi                          |
| Kathleen Barr      | Ninjago                                                      | Misako Montgomery Garmadon (3. Stimme) |